# AirTag
Az AirTag az Apple 2021-ben bemutatott nyomkövetést biztosító eszköze. Az apró tárgy megkereshető a cég telefonjával és tabletjével. Közeli keresés esetén az eszközök UWB (ultra-szélessáv) kapcsolatot használnak, elhagyott tárgyak megtalálása más személy iPhone-ja vagy iPadje segítségével történhet.

## Fizikai jellemzők
A kerek AirTag 31 mm átmérőjű, 8 mm vastagságú, könnyű (11 gramm), precíziósan maratott csiszolt rozsdamentes acélból készül, víz- (maximális mélység egy méter, legfeljebb 30 perc) és porálló. Az AirTag-et mindennapi használat mellett több mint egy éves akkumulátor-üzemidőre tervezték. Az eszköz áramforrását cserélhető CR2032 gombelem biztosítja. Az AirTag saját hangszóróval rendelkezik.
Az Apple-től közvetlenül rendelt AirTag gravírozható, a maximum négy karakteres felirat az angol ábécé betűiből, számokból és korlátozott számú emojiból választható.

## Használat

### Telepítés
Az AirTag bármelyik, legalább iOS 14.5-ös operációs rendszerű iPhone-nal vagy iPaddel összepárosítható, a párosítás alapja az egyénhez kötődő Apple ID. Az egyes AirTageknek a tulajdonos az iPhone-on virtuális nevet adhat. Egy Apple ID-hez maximum 16 AirTag kapcsolható.

### Precíziós keresés
A közeli kereséshez külön alkalmazást használhat az iPhone 11 és 12 tulajdonos, az app mutatja a keresett AirTag távolságát és az irányt hozzá. Más eszközzel csak hang kiadására lehet késztetni az AirTaget, hang után lehet megtalálni.

### Find My Network
A Find My Network az Apple iPhone-jaiból és iPadjeiből álló hálózat. Ha a tulajdonos keresetté teszi az AirTaget és bármelyik iPhone észleli az AirTag jelét, akkor az észlelő iPhone emberi közreműködés nélkül az Apple iCloud felhőszolgáltatásán át üzenetet küld a kereső iPhone-jára az AirTag helyzetéről. Az észlelő az iPhone-jával képes kiolvasni az AirTag NFC üzenetét, amely a tulajdonos telefonszáma, amennyiben azt megadta.

### Adatbiztonság
Az AirTag nem tárol adatot. Az Apple több módon gátolja, hogy az AirTaget nem kívánt módon használják.
Ha egy AirTag anélkül van egy iPhone közelében, hogy a gazda iPhone jelen lenne, akkor az AirTag rövid időn belül üzenetet küld az ismeretlen iPhone-ra. Ha a helyzet nem változik, akkor hang kiadással hívja fel a figyelmet magára, a helyzetre.
Az AirTag hang kiadásával jelez, ha hosszabb ideje nincs jelen a gazda iPhone és az AirTag saját mozgatását érzékeli.